# Selección de fútbol de Andalucía
La selección de fútbol de Andalucía es una selección de fútbol que representa a la comunidad autónoma de Andalucía bajo la organización de la Federación Andaluza de Fútbol, siendo integrada por jugadores de dicha comunidad. La Federación andaluza no es miembro ni de la FIFA ni de la UEFA, ya que está representada internacionalmente por la selección de fútbol de España. Sin embargo ha disputado varios partidos amistosos a lo largo de su historia, aumentando la cantidad de estos en la década de 1990 y de 2000.

## Historia

### Los inicios
La selección andaluza de fútbol nació en el año 1922, disputando cuatro partidos oficiales entre 1922 y 1924 en el Campeonato Interregional, nueva denominación de la Copa del Príncipe de Asturias, competición oficial organizada por la Federación Española que enfrentaba entre sí a las selecciones de las distintas federaciones regionales. Alcanzó las semifinales del torneo en las dos temporadas en las que participó, 1922/23 y 1923/24.
Oficialmente se le conocía como Selección Sur, puesto que la Federación Andaluza de Fútbol se denominó Federación Regional Sur de Clubs de Foot-ball desde su fundación el 15 de mayo de 1915 hasta 1950, si bien su ámbito territorial coincidía con el de las ocho provincias andaluzas.
Posteriormente disputó varios partidos amistosos y en 1929, con motivo de la Exposición Iberoamericana de Sevilla, la selección andaluza de fútbol jugó un encuentro contra el Club Atlético Boca Juniors en el Estadio Benito Villamarín.

### Partidos conmemorativos
Durante el régimen franquista, se prohibieron las selecciones autonómicas, pudiendo disputar únicamente ciertos partidos conmemorativos. La selección andaluza de fútbol no volvería a disputar un partido hasta el año 1963. Aquel año disputó un torneo celebrado para conmemorar los cincuenta años de existencia de la Federación castellana de fútbol. La selección dirigida por Juan Arza se impuso en la semifinal a la selección de fútbol de Vizcaya y perdió en la final frente a la selección castellana. Ese mismo año disputó un partido frente a la selección de fútbol de Paraguay, encuentro celebrado en el Ramón Sánchez Pizjuán de Sevilla, con motivo de la celebración de las Bodas de Oro de la Federación Andaluza de Fútbol, con la victoria de los andaluces por 2-1.
La selección andaluza de fútbol no volvería a disputar ningún encuentro hasta mayo de 1990. Aquel año disputó dos encuentros, el primero el día ocho en Sevilla contra la selección de fútbol de Uruguay, y el segundo de ellos el día 31 contra la selección de fútbol de Yugoslavia en el Estadio Ramón de Carranza de Cádiz; ambos partidos para conmemorar los 75 años de la Federación andaluza de fútbol.

### Desde 1990 hasta la Actualidad
Ocho años después la selección Andaluza volvió a disputar un encuentro, en esta ocasión con carácter benéfico en solidaridad con las víctimas del Huracán Mitch.
Desde finales de la década de 1990 la selección andaluza ha disputado encuentros con una mayor regularidad, disputando la mayoría de sus encuentros durante el periodo de Navidad, en el que la Liga española se detiene por vacaciones. Así el 28 de diciembre de 1999 la selección andaluza jugó en el Estadio Nuevo Los Cármenes de Granada contra la selección de fútbol de Estonia.
El 22 de diciembre de 2000, la selección andaluza disputó en el Estadio Nuevo Arcángel de Córdoba un encuentro amistoso contra la selección de fútbol de Marruecos. El encuentro estuvo al borde de la suspensión, debido a que la delegación marroquí se negó a seguir jugando hasta que no retiraran pancartas puesta por aficionados andaluces en apoyo a la lucha del Frente Polisario.
El 27 de diciembre de 2001, Andalucía jugó en el Estadio de la Cartuja de Sevilla contra la selección de fútbol de Túnez, y el 27 de diciembre de 2002, se enfrentó a la selección de fútbol de Chile en el Estadio La Rosaleda de Málaga. El encuentro supuso la retirada de la selección de Andalucía de Fernando Hierro, jugador al que se rindió homenaje, así como al colegiado Antonio Jesús López Nieto.
El 27 de diciembre de 2003, Andalucía se enfrentó a la selección de fútbol de Letonia, en un encuentro celebrado en el Estadio Nuevo Colombino de Huelva. El 29 de diciembre de 2004 Andalucía jugó en el Sánchez Pizjuán de Sevilla contra la selección de fútbol de Malta.
El 1 de junio de 2005 jugó contra el Sevilla FC con motivo del centenario del club sevillano. Ese mismo año volvió a disputar otro encuentro el 28 de diciembre frente a la selección de fútbol de China en el Estadio Ramón de Carranza de Cádiz. El 27 de diciembre de 2006, la selección andaluza de fútbol se enfrentó a un combinado palestino-israelí llamado Peace Team (Equipo de la paz en inglés) en el Estadio de la Cartuja de Sevilla.
El 27 de diciembre de 2007, la selección andaluza disputó en el Estadio Municipal de Chapín de Jerez un partido contra la selección de fútbol de Zambia.
Para diciembre de 2008 estaba programado disputar un amistoso contra la selección de fútbol de Kenia en el Nuevo Estadio de la Victoria de Jaén, pero un problema con los visados impidió que el combinado africano pudiera desplazarse a Andalucía.
El partido de 2009 que Andalucía iba a disputar contra la Estonia o Angola también fue suspendido porque, según la FAF, no había posibilidad de encontrar un operador de televisión para la retransmisión del encuentro.
En 2013, y con motivo del centenario de la Federación Madrileña de Fútbol, la Selección Andaluza de Fútbol absoluta volvería a aparecer en escena para jugar el partido que conmemora la efemérides antes mencionada contra su homónimo madrileño.Donde ganó 1-2, los dos goles de Barral.
Para diciembre de 2017 estaba programado disputar un amistoso contra la selección de fútbol de Noruega en el Estadio La Rosaleda de Málaga, pero un problema según la AFA con los clubes involucrados para ceder a sus futbolistas provocó que el partido tuviese que ser suspendido por falta de jugadores profesionales. 
El 29 de diciembre de 2016 juega un partido en conmeración a Carlos Marchena contra una selección de jugadores de LaLiga en el que vence por 3 goles a 1
En 2019 participa en la Copa de las Regiones de la UEFA

## Estadio

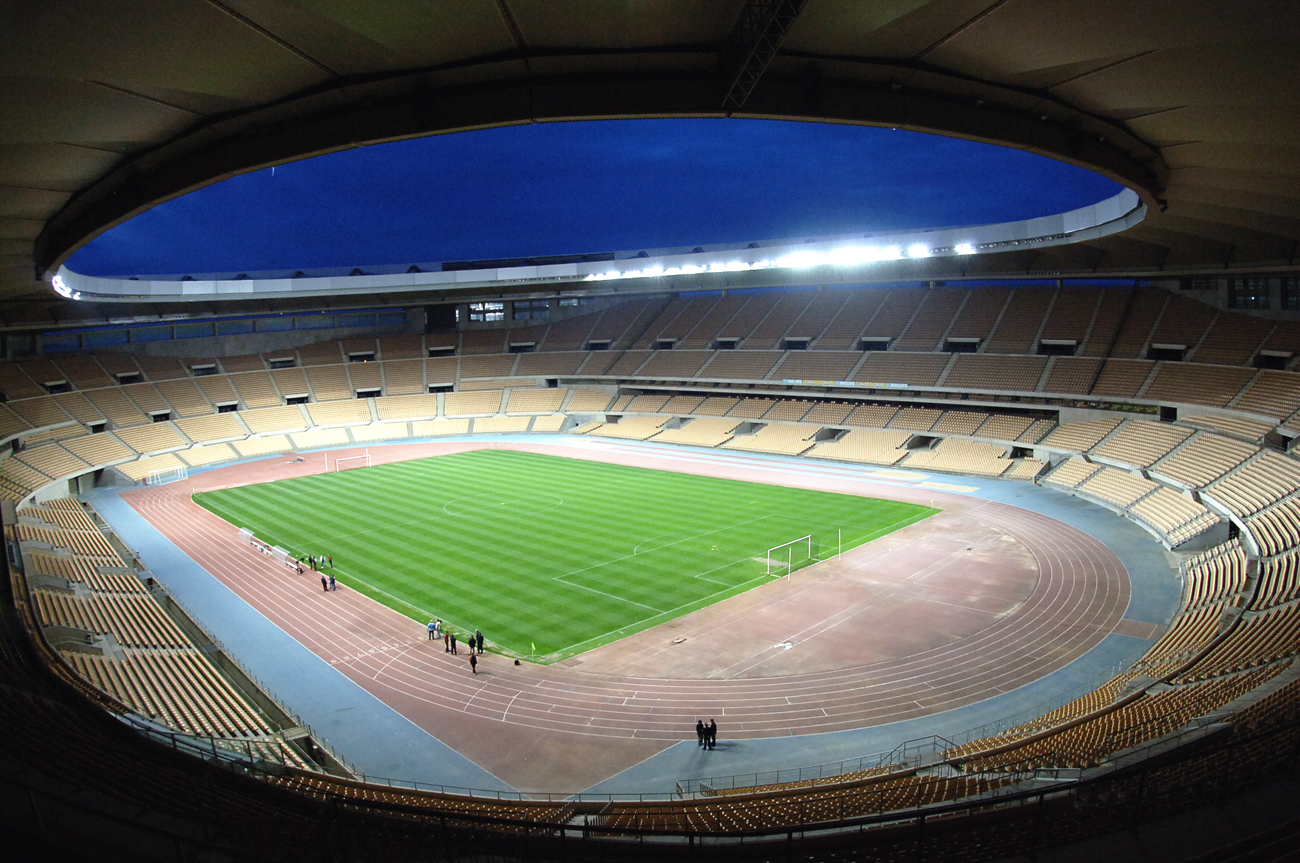
Vista interior del Estadio de La Cartuja.

La selección de Andalucía normalmente juega como local en el Estadio de La Cartuja. Aunque también ha jugado como local en otros estadios, como el Ramón Sánchez Pizjuán, el Benito Villamarín o La Rosaleda, entre otros.

## Uniforme
- Uniforme titular: Camiseta blanca con detalles verdes, pantalón verde y medias blancas.
- Uniforme visitante: Camiseta verde con detalles blancos, pantalón y medias verdes.

## Jugadores y cuerpo técnico

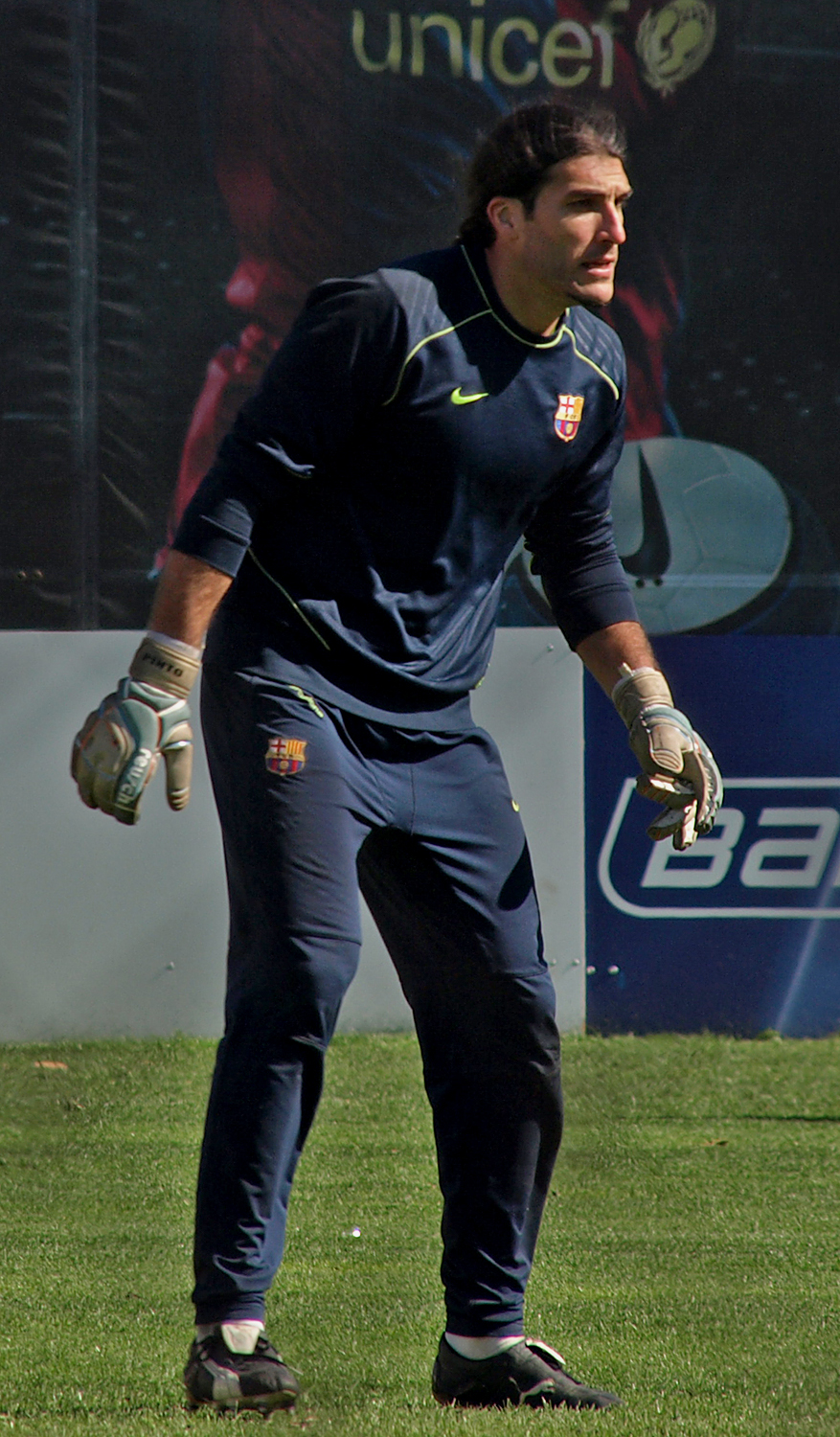
Pinto es el jugador que más ha sido convocado para jugar con la selección

### Más convocados
| # | Nombre          | Convocatorias |
| - | --------------- | ------------- |
| 1 | Pinto           | 10            |
| 2 | Carlos Marchena | 8             |
| 3 | Arzu            | 6             |
| 3 | Reyes           | 6             |
| 3 | Diego Tristán   | 6             |

### Máximos goleadores
| # | Nombre        | Goles |
| - | ------------- | ----- |
| 1 | Diego Tristán | 4     |
| 2 | David Barral  | 3     |
| 3 | Dani Güiza    | 2     |
| 3 | Jesuli        | 2     |

## Partidos y resultados
| Fecha                    | Lugar                | Equipo local                   | Oponente                             | Resultado |
| ------------------------ | -------------------- | ------------------------------ | ------------------------------------ | --------- |
| 14 de enero de 1923      | Sevilla              | Andalucía                      | Galicia                              | 1-4       |
| 27 de septiembre de 1924 | Madrid               | Castilla                       | Andalucía                            | 2-1       |
| 25 de enero de 1925      | Sevilla              | Andalucía                      | Budapest                             | 0-0       |
| 8 de enero de 1928       | Jaén                 | Andalucía                      | Valencia                             | 4-1       |
| 1929                     | Sevilla              | Andalucía                      | C. A. Boca Juniors                   | 2-1       |
| 24 de septiembre de 1935 | Barcelona            | Cataluña                       | Andalucía                            | 2-0       |
| 1 de enero de 1936       | Sevilla              | Andalucía                      | Cataluña                             | 5-1       |
| 16 de septiembre de 1954 | Algeciras            | Andalucía                      | Athletic Club                        | 1-5       |
| 26 de octubre de 1963    | ?                    | Selección de fútbol de Vizcaya | Andalucía                            | 2-2       |
| 28 de octubre de 1963    | ?                    | Castilla                       | Andalucía                            | 4-0       |
| 7 de mayo de 1965        | Sevilla              | Andalucía                      | Royal Beerschot A. C.                | 2-2       |
| 18 de diciembre de 1974  | Huelva               | Andalucía                      | Rumania                              | 4-3       |
| 8 de mayo de 1990        | Sevilla              | Andalucía                      | Uruguay                              | 1-1       |
| 31 de mayo de 1990       | Cádiz                | Andalucía                      | Yugoslavia                           | 0-0       |
| 22 de diciembre de 1998  | Sevilla              | Andalucía                      | Selección Internacional de la Liga   | 2-0       |
| 28 de diciembre de 1999  | Granada              | Andalucía                      | Estonia                              | 1-0       |
| 22 de diciembre de 2000  | Córdoba              | Andalucía                      | Marruecos                            | 2-0       |
| 17 de mayo de 2001       | Vélez Málaga         | Andalucía                      | Irak                                 | 3-1       |
| 27 de diciembre de 2001  | Sevilla              | Andalucía                      | Túnez                                | 3-3       |
| 27 de diciembre de 2002  | Málaga               | Andalucía                      | Chile                                | 3-2       |
| 27 de diciembre de 2003  | Huelva               | Andalucía                      | Letonia                              | 1-0       |
| 29 de diciembre de 2004  | Sevilla              | Andalucía                      | Malta                                | 0-0       |
| 1 de junio de 2005       | Cádiz                | Andalucía                      | China                                | 4-0       |
| 28 de diciembre de 2005  | Cádiz                | Sevilla F. C.                  | Andalucía                            | 2-4       |
| 27 de diciembre de 2006  | Sevilla              | Andalucía                      | Peace Team                           | 3-1       |
| 27 de diciembre de 2007  | Jerez de la Frontera | Andalucía                      | Zambia                               | 4-1       |
| 7 de junio de 2013       | Madrid               | Madrid                         | Andalucía                            | 1-2       |
| 29 de diciembre de 2016  | Sevilla              | Andalucía                      | Combinado Primera División de España | 3-1       |